# 片岡源馬

左から片岡源馬、大橋慎三、田中光顕

片岡 源馬（かたおか げんま、天保7年10月9日（1836年11月7日） - 明治41年（1908年）11月2日）は、江戸時代後期（幕末）の武士（土佐藩士）、明治時代の官僚。明治維新後は片岡 利和（としかず）と称した。爵位は男爵。位階勲等は正三位勲二等。次代は従五位男爵片岡丈人。

## 来歴
天保7年（1836年）10月、土佐郡潮江村（現・高知市）の土佐藩士・永野源三郎の次男として生まれたが、佐川領主の家老深尾氏の家臣・那須橘蔵利家の養子となって那須盛馬と称し、佐川の鳥之巣村に移り住む。文久元年（1861年）、武市瑞山が結成した土佐勤王党に参加するが、八月十八日の政変を契機として前藩主山内豊信が勤王党弾圧を開始したことから、謹慎に処されている。元治元年（1864年）、長州藩を頼って田中光顕・大橋慎三・井原応輔・池大六と共に越知村の赤土峠を越えて脱藩。脱藩は翌日には発覚し、役人から追われることになるが、なんとか大洲に辿り着き、大洲から船で瀬戸内海を渡り、長州の三田尻に辿り着く。三田尻では脱藩志士が集まる招賢閣で情報収集を行い、長州藩の動きに賛同し、大坂城焼き討ち計画に参加した。彼らは大坂に向かい、武者小路家の雑掌という本田大内蔵が経営していたぜんざい屋に潜伏し、焼き討ちの機会を窺った。しかし、この計画は事前に新選組に漏れてしまい、店は襲撃されるが、彼らは運良く外出していて無事であった(店に残っていた旧土佐藩郷士の大利鼎吉は討たれてしまった、俗にぜんざい屋事件と呼ばれる)。そのまま十津川郷に逃げこみ、那須盛馬から片岡源馬に改名。十津川では郷士の中井庄五郎らと交流を深め、ここで田中を通して中岡慎太郎とも知り合っていると思われる。陸援隊の結成の際は、資金集めに奔走し、中岡慎太郎とともに参与した。1867年11月、坂本龍馬と共に中岡が暗殺されると、陸援隊副長の田中の下で行動し、中岡が暗殺されるときに帯びていたとされる短刀を田中から形見として譲られた。戊辰戦争では嘉彰親王を擁して越後にて柏崎軍監をつとめ、戦後は慰労金として2万匹を下賜される。 
明治維新後は新政府に出仕し軍防局管轄軍曹を経て1869年2月に東京府小参事、1871年には明治天皇の侍従となった。天皇の命により、1888年からたびたび北海道視察を行う。1891年には千島列島探検を命ぜられ、同年秋に松前丸で択捉島に渡る。同所で越冬し、翌年春から各島を回り、千島列島北端の占守島に到達した。占守島に初めて上陸した日本人であることから、湾の名前を自らの名前を取って片岡湾とした。1892年10月、帰京。この探検が、国民が千島への関心を高めるきっかけとなり、郡司成忠の千島報效義会結成に影響を与えた。
1900年5月、維新の功によって男爵を授けられる。1906年5月29日、錦鶏間祗候に任じられ、同年5月31日、貴族院勅選議員となる。1908年（明治41年）11月2日薨去。享年73。墓所は青山霊園1-ロ-17-5にあったが、無縁墳墓に指定されていたため令和3年に撤去された。

## 栄典
位階
- 1886年（明治19年）7月8日 - 正六位[7]
- 1891年（明治24年）12月8日 - 従五位[8]
- 1896年（明治29年）2月20日 - 正五位[9]
- 1901年（明治34年）3月11日 - 従四位[10]
- 1906年（明治39年）3月20日 - 正四位[11]
- 1906年（明治39年）5月29日 - 従三位[12]
- 1908年（明治41年）11月2日 - 正三位[13]

勲章等
- 1889年（明治22年）11月29日 - 大日本帝国憲法発布記念章[14]
- 1896年（明治29年）12月25日 - 勲三等瑞宝章[15]
- 1900年（明治33年）5月9日 - 男爵[16]
- 1905年（明治38年）1月20日 - 御紋付御杯[17]
- 1906年（明治39年）4月1日 - 明治三十七八年従軍記章[18]
- 1908年（明治41年）11月2日 - 勲二等瑞宝章[13]

外国勲章佩用允許
- 1905年（明治38年）6月16日 - 大清帝国：二等第二双竜宝星[19]

## 備考
- 脱藩の際、仲間が病気になって歩行が難しくなると、その仲間を長州まで背負って歩くなど人情味のある人物とされる。
- 京都潜伏中、新選組の沖田総司、永倉新八、斎藤一等と遭遇して斬り合いとなり、逃走したものの深手を負ったとされる。
- 近江屋事件後、中岡慎太郎の短刀を形見として譲り受けている。
- 侍従として明治天皇の信頼は篤く、互いに相撲をとって戯れたと伝えられる。

## 親族
- 妻のそとは慶応3年の正月生まれで、石川県士族（加賀藩士）松平康徳の妹である。
- 甥にあたる広井勇は実父の死後上京し、11歳の時から片岡家で書生として住んでいた。後に広井は東京帝国大学教授となり、「港湾工学の父」と称された。
- 利和薨去の後に襲爵した丈人（1903年生）は東京府の資産家・人見新助の二男として生まれ、1905年に利和の死跡を継いだ[20]。
- 養女の珊（1856年生、兵庫県士族・宇都宮乾八長女）は、男爵藤村紫朗の妻[20][21]。
- 丈人の姉あい（1898年生）も利和の養女となり、藤村紫朗の四男・和雄と結婚した[22]。和雄は丈人没後にその死跡を継ぎ襲爵したが、その次代や和雄以降の墓所も不明である[23]。

## 家系
家紋は揚羽蝶で、桓武平氏を名乗る。片岡氏は土佐国高吾北地方の有力な国人領主であった。上野国片岡郷を源とし、室町時代に片岡直綱が土佐に下向したと伝えられている。片岡氏は法巌城を本拠とし、最盛期には吾川郡、高岡郡を支配しており、長宗我部氏や安芸氏などの七守護と国司の一条氏に次ぐ存在として土佐に君臨した。長宗我部国親、長宗我部元親が登場すると、片岡茂光は長宗我部氏に属し、領地を保った。しかし、豊臣秀吉の四国征伐により跡を継いだ当主光綱が戦死した。また、その後の九州征伐での戸次川の戦いで、光綱の跡を継いだ光政が戦死。これにより、片岡氏は勢力を失墜し、武家としては終焉した。本家である光政の長男の久助は、土佐に山内氏が入国後、庄屋の職に就いた。光政の二男熊之助は讃岐金刀比羅宮の多聞院主の祖となった。片岡氏の庶流は山内氏やその家老の深尾氏に仕えた。この深尾氏に仕えた庶流から片岡源馬(利和)が出たのであるが、いつ本家から分かれたなどの詳細は不明。また、同じ土佐藩出身で自由民権運動を行なったことで著名な片岡健吉の片岡氏は駿河国の出で、土佐片岡氏とは関係がない。